# لي هوي تشون
ولد لي مون شوين في 4 فبراير عام 1901 في جو-ان، عُرف لي مهنيًا باسم لي هوي تشون، كان لي مغني أوبرا وممثل سينمائي في هونغ كونغ، لي مون هو والد بروس لي . 

## حياته السابقة وأسرته

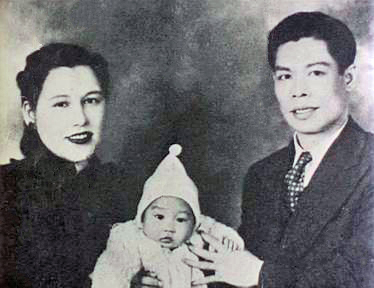
لي هوي تشون مع زوجته وطفله بروس لي

ولد لي هوي تشون في جون-ان، قوانغدونغ في 4 فبراير 1901. انتقل إلى هونغ كونغ وأصبح ممثل أوبرا كانتونية . هناك التقى وتزوج غريس هو في عام (1907-1996) الذي كانت من أصل نصف صيني ونصف قوقازي. كان لديهم ابنتان هما فيبي وأغنيس، وثلاثة أبناء هم بيتر وبروس وروبرت .
سافر لي وزوجته في جولة للولايات المتحدة لمدة عام مع شركة الأوبرا الكانتونية في عام 1940 عندما ولد ابنهما الثاني بروس لي في سان فرانسيسكو . عادوا لاحقًا إلى هونغ كونغ عندما كان بروس لي يبلغ من العمر ثلاثة أشهر.
ابنهم الأصغر روبرت لي الذي ولد في عام 1948، أشتهر في هونغ كونغ خلال الستينيات كمغني رئيسي ومؤسس فرقة موسيقية تدعى ثندربيردز.  

## وفاته
توفي لي بنوبة قلبية في هونغ كونغ في 7 فبراير 1965 بعد ثلاثة أيام من عيد ميلاده الرابع والستين وبعد ستة أيام من ولادة حفيده براندون لي . دفن لي في مقبرة القديس رافائيل الكاثوليكية في تشيونغ شا وان في كولون . 

## روابط خارجية
- لي هوي تشون على موقع IMDb (الإنجليزية)
- لي هوي تشون على موقع ميوزك برينز (الإنجليزية)
- لي هوي تشون على موقع قاعدة بيانات الفيلم (الإنجليزية)